# Tony White (1988)
Anthony Fitzgerald White jr., detto Tony (Charlotte, 22 settembre 1988), è un ex cestista statunitense naturalizzato centrafricano.
È il figlio di Tony White.

## Carriera
Con la Rep. Centrafricana ha disputato i Campionati africani del 2013.